# Protohermes
Protohermes is een geslacht van grootvleugelige insecten (Megaloptera) uit de familie Corydalinae. De wetenschappelijke naam is in 1907 gepubliceerd door Herman Willem Van der Weele. Volgens Van der Weele was Protohermes een geslacht dat de verbinding vormde tussen de geslachten Neuromus en Hermes (de naam Hermes is later vervangen door Neurhermes, omdat er reeds een geslacht van slakken was met de naam Hermes).
Van der Weele duidde als typesoort aan Hermes anticus Walker, 1853 (synoniem van Neochauliodes sinensis).
Andere soorten die van der Weele tot het geslacht rekende waren:
- Protohermes grandis (Thunberg, 1781), oorspronkelijke combinatie: Hemerobius grandis
- Protohermes albipennis (Walker, 1853), oorspronkelijke combinatie: Hermes albipennis
- Protohermes montanus (MacLachlan, 1869), oorspronkelijke combinatie: Neuromus montanus
- Protohermes dichrous (Brauer, 1878), oorspronkelijke combinatie: Neuromus dichrous.

## Soorten
Er zijn ongeveer 75 soorten in dit geslacht. Protohermes is daarmee het meest soortenrijke geslacht in de Corydalinae. De soorten komen voor in oost-, zuid- en Zuidoost-Azië.
- Protohermes acutatus
- Protohermes albipennis
- Protohermes arunachalensis
- Protohermes assamensis
- Protohermes axillatus
- Protohermes basiflavus
- Protohermes basimaculatus
- Protohermes bellulus
- Protohermes cangyuanensis
- Protohermes cavaleriei
- Protohermes changninganus
- Protohermes chebalingensis
- Protohermes concolorus
- Protohermes congruens
- Protohermes costalis
- Protohermes davidi
- Protohermes decemmaculatus
- Protohermes decolor
- Protohermes dichrous
- Protohermes differentialis
- Protohermes dimaculatus
- Protohermes disjunctus
- Protohermes dulongjiangensis
- Protohermes festivus
- Protohermes flavinervus
- Protohermes flavipennis
- Protohermes flinti
- Protohermes fruhstorferi
- Protohermes fujianensis
- Protohermes furcatus
- Protohermes grandis
- Protohermes guangxiensis
- Protohermes gutianensis
- Protohermes hainanensis
- Protohermes horni
- Protohermes hubeiensis
- Protohermes hunanensis
- Protohermes immaculatus
- Protohermes impunctatus
- Protohermes infectus
- Protohermes ishizukai
- Protohermes latus
- Protohermes lii
- Protohermes montanus
- Protohermes motuoensis
- Protohermes niger
- Protohermes orientalis
- Protohermes owadai
- Protohermes parcus
- Protohermes pennyi
- Protohermes piaoacanus
- Protohermes sabahensis
- Protohermes similis
- Protohermes sinensis
- Protohermes sinuolatus
- Protohermes sonus
- Protohermes spectabilis
- Protohermes stangei Liu & Dobosz , 2019[3]
- Protohermes stigmosus
- Protohermes striatulus
- Protohermes sublunatus
- Protohermes subnubilus
- Protohermes subparcus
- Protohermes tenellus
- Protohermes tengchongensis
- Protohermes tortuosus
- Protohermes triangulatus
- Protohermes uniformis
- Protohermes vitalisi
- Protohermes walkeri
- Protohermes weelei
- Protohermes xanthodes
- Protohermes xingshanensis
- Protohermes yangi Liu, Hayashi & Yang, 2007
- Protohermes yunnanensis
- Protohermes zhuae